# Quizzing the News
Quizzing the News era un programa de concursos estadounidense, emitido por la cadena ABC desde el 16 de agosto de 1948 hasta el 5 de marzo de 1949, los días lunes las 8:00 p. m. (hora del Este).

## Descripción
Alan Prescott era el presentador del programa, con Arthur Q. Bryan, Milton Caniff, Mary Hunter y Ray Joseph como panelistas. El programa era producido por Robert Brenner Productions.

## Estado de los episodios
No existen registros de posibles grabaciones del programa, ya que se cree que los posibles registros realizados pudieron haber sido borrados para reutilizar las cintas.